# انجمن ویروس‌شناسی ایران
انجمن ویروس‌شناسی ایران نام انجمن علمی در حوزهٔ ویروس‌شناسی و علوم آزمایشگاهی است. این انجمن از سال ۱۳۷۸ آغاز به کار کرده‌است.